# IC 2944
IC 2944（Caldwell 100）は、ケンタウルス座のケンタウルス座λ星の近くにある、輝線星雲を伴った散開星団である。ケンタウルス座ラムダ星星雲またはその形から走るにわとり星雲と呼ばれる。星形成が盛んなボック・グロビュールを含むが、IC 2944のどのボック・グロビュールでも星形成が行われている証拠は得られていない。
右のハッブル宇宙望遠鏡による画像は、1950年に南アフリカの天文学者デイヴィッド・サッカレーが発見した一連のボーク・グロビュールの拡大画像である。これらは、「サッカレーのグロビュール」として知られている。

## ギャラリー

画像1